# Чехов-1
Чехов-1 (в/ч 42759, Чудиново, 201-я база ракетного топлива С-25) — бывший закрытый военный городок, расположенный в городском округе Чехов Московской области России.

## Достопримечательности

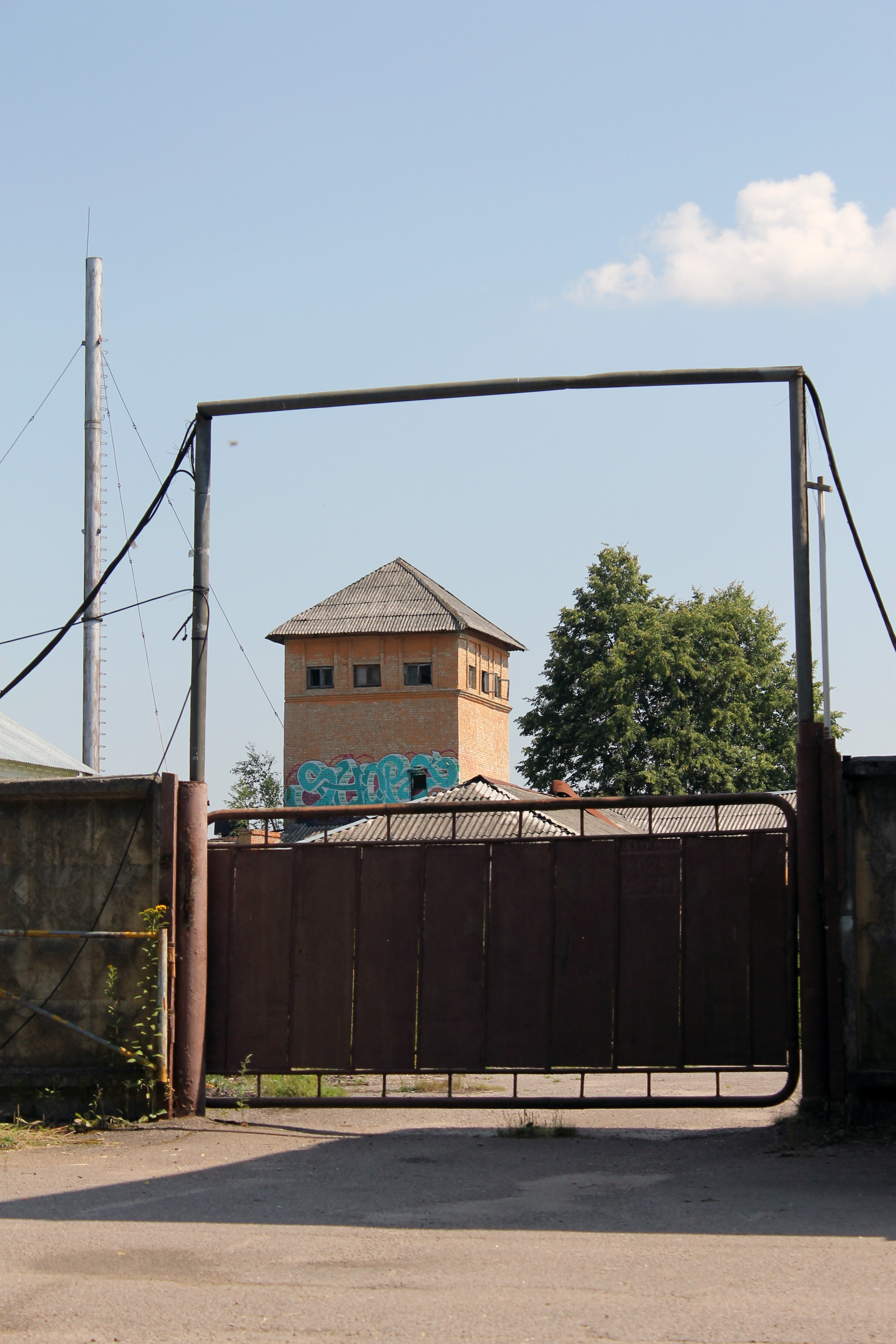
Въезд в воинскую часть № 42759

В непосредственной близости от городка находятся остатки заброшенной военной части № 42759, бывшей части ПВО, на территории которой располагался стратегический склад топлива для С-25. Часть резервуаров расположена на поверхности, часть закопана в землю. В часть ведет железная дорога. На территории находятся казармы, ангар, гаражи, мастерские, котельная, бомбоубежище, пожарные расчеты.